# نیروی دریایی سلطنتی بحرین
نیروی دریایی سلطنتی بحرین (انگلیسی: Royal Bahrain Naval Force) نیروی دریایی زیرمجموعه نیروی مسلح بحرین است، که در سال ۱۹۷۹ تأسیس شد.